# Головатый, Александр Сергеевич
Александр Сергеевич Головатый (31 мая 1984, Облучье, Еврейская автономная область) — российский политик. Мэр Биробиджана (2019—2021).

## Биография
Родился 31 мая 1984 года в городе Облучье. После окончания школы поступил в Биробиджанский промышленно-гуманитарный колледж на специальность «Экономист-бухгалтер». Позднее получил дополнительное образование в Тихоокеанском государственном университете по специальности «Финансы и кредит».
Трудовую деятельность начал в 2004 году главным специалистом по вопросам экономики в муниципальном унитарном предприятии «Жилищно-коммунальное хозяйство» (г. Облучье). В 2006 году принят на работу в локомотивное депо Облучье — «Дальневосточная железная дорога» — филиал ОАО «Российские железные дороги», Хабаровское отделение, г. Облучье.
С 2007 по 2012 год работал в администрации муниципального образования «Облученский муниципальный район», где прошёл путь от главного специалиста-эксперта информационно-аналитического отдела до первого заместителя главы администрации. В 2013 году возглавил администрацию Облученского городского поселения и находился в этой должности вплоть до 2019 года.
5 апреля 2019 года на внеочередном заседании городской думы муниципального образования «Город Биробиджан» был избран мэром города, получив большинство голосов депутатов. За его кандидатуру отдали голоса 13 человек (ещё двое депутатов проголосовали против всех), а единственный оппонент Михаил Святовец не получил ни одного голоса . 10 апреля официально вступил в должность мэра города. В декабре 2021 года досрочно ушёл в отставку с поста главы Биробиджана (полномочия были прекращены 30 декабря 2021 года).